# Sony Music Entertainment
Sony Music Entertainment або просто Sony Music — друга за величиною у світі компанія звукозапису. Входить у т. зв. «велику четвірку». Належить Sony, контролюється Sony Corporation of America. Компанія об'єднує понад 200 лейблів, має представництва в 44 країнах. Діяльність Sony Music охоплює практично всі сторони шоу-бізнесу і включає наступні напрямки: цифрові та фізичні продажі музичного контенту, синхронізувати музику для фільмів, реклами і ТБ, організацію концертів і продаж іміджу артистів для рекламного використання.

## Історія
17 листопада 1987 року Sony Corporation of America (SCA, Нью-Йоркська «дочка» Sony, створена як парасолькова компанія для управління операціями та активами японської корпорації на території Північної Америки) придбала CBS Records (звукозаписні підрозділ CBS, співпрацюв в той час з такими зірками, Майкл Джексон) за 2 млрд доларів США. Згідно з умовами угоди, з 1 січня 1988а SCA отримала перехідну 3-річну ліцензію на торговельну марку «CBS», і після закінчення цього терміну перейменувала придбану компанію в Sony Music Entertainment.
У серпні 2004 року Sony створила спільне підприємство з Bertelsmann шляхом об'єднання Sony Music і Bertelsmann Music Group (BMG) у Sony BMG Music Entertainment. Через 4 роки було оголошено, що Sony готова викупити у Bertelsmann її частку в 50 % акцій, і до 1 жовтня 2008 року операція була завершена, а компанію знову перейменували у Sony Music Entertainment.

## Компанія сьогодні
Компанія об'єднує понад 200 лейблів, багато з яких стали легендарними за довгий час своєї успішної роботи — це Columbia, RCA, Arista, Epic та інші.
Sony Music стала рідним домом для знаменитих артистів XX століття: Френк Сінатра, Лучано Паваротті, Елвіса Преслі, Майкла Джексона, AC/DC, Boney M., Eruption, Milli Vanilli, Адріано Челентано, Майлза Девіса, Боба Ділана, Барбари Стрейзанд, Селін Діон, Оззі Осборна, Вітні Г'юстон і безлічі інших. Сьогодні ситуація не змінилася, з Sony Music працюють Брітні Спірс, Бейонсе, Аліша Кіз, Леона Льюїс, Дайдо, Pink, Шакіра, BTS, Адель, Depeche Mode та ін.